# Sascha Göpel

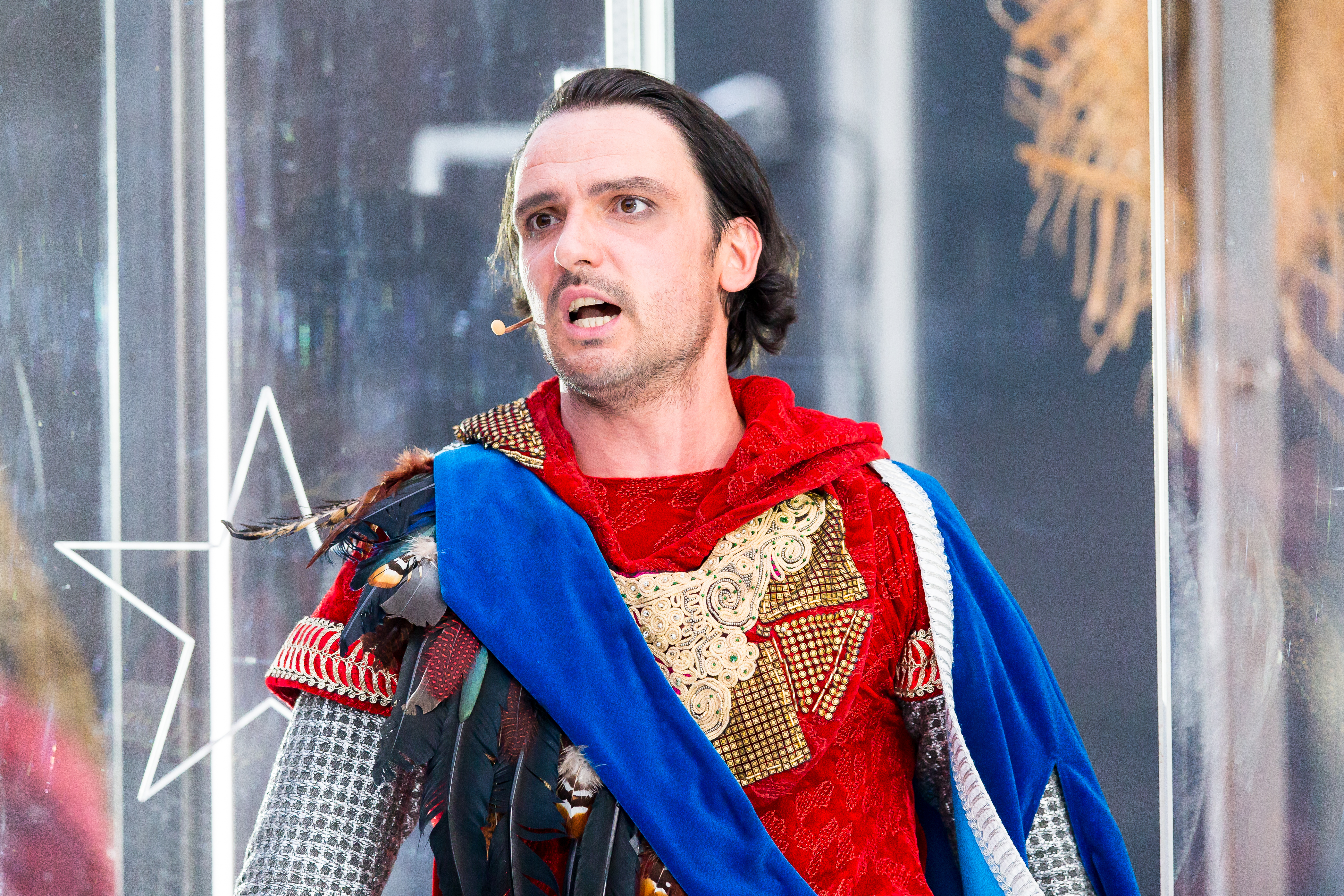
Sascha Göpel als Hagen René Inner bei den Nibelungenfestspielen in Worms 2016

Sascha Göpel (* 15. Januar 1979 in Essen) ist ein deutscher Schauspieler.

## Leben
Sascha Göpel studierte von 2000 bis 2004 an der Hochschule für Musik und Theater Hannover Schauspiel. Seine erste große Rolle war die des deutschen Fußballnationalspielers und Weltmeisters von 1954 Helmut Rahn in Das Wunder von Bern. Sascha Göpel gehörte zum Ensemble des Staatsschauspiel Dresden, dreht aber auch weiter für Film und Fernsehen. Außerdem war er in der ProSieben-Serie Verrückt nach Clara zu sehen.

## Filmografie (Auswahl)
- 2003: Das Wunder von Bern
- 2005: Vollgas – Gebremst wird später
- 2005: Ein Fall für zwei – Tod im Hochhaus
- 2006: Verrückt nach Clara (Fernsehserie)
- 2006: Tornado – Der Zorn des Himmels
- 2006: Eine Liebe in Königsberg
- 2006: Vineta
- 2006–2008: Tatort als Jan Gröner
  - 2006: Das letzte Rennen
  - 2006: Der Tag des Jägers
  - 2007: Unter Uns
  - 2007: Bevor es dunkel wird
  - 2008: Der frühe Abschied
  - 2008: Waffenschwestern
- 2009: SOKO Köln – Lackschäden
- 2009: Ein Fall für zwei – Das Ultimatum
- 2010: Nachtschicht – Das tote Mädchen
- 2011: Holger sacht nix
- 2012: Der Bergdoktor – Neustart
- 2012: Der Bergdoktor – Verloren
- 2012: Großstadtrevier – Schiff ohne Zukunft
- 2015: Unsichtbare Jahre
- 2015: SOKO Wismar – Femme Fatale
- 2016: Drei Väter sind besser als keiner
- 2017: In aller Freundschaft – Die jungen Ärzte – Rückfälle
- 2017: Heldt – Unter die Haut
- 2017: Tatort – Auge um Auge
- 2018: Wolfsland: Irrlichter
- 2019: Letzte Spur Berlin – Sommersonnenwende
- 2020: Wilsberg – Wellenbrecher
- 2020: Praxis mit Meerblick: Familienbande
- 2021: In aller Freundschaft: Feste Bande / Herzschmerz unter Radar
- 2021: Alarm für Cobra 11 – Die Autobahnpolizei: Stiller Schmerz
- 2023: SOKO Leipzig: Mord im Warenkorb
- 2023: Der Zürich-Krimi: Borchert und die Spur der Diamanten
- 2024: Ich will mein Glück zurück
- 2024: Führer und Verführer – Fritz Hippler
- 2024: Tatort – Siebte Etage

## Auszeichnungen
- 2004: New Faces Award für Das Wunder von Bern (Bester Nachwuchsschauspieler)